# Черказова Євгенія Іванівна
Євге́нія Іва́нівна Черка́зова (16 вересня 1966, с. Кременівка Володарського (нині — Нікольського) району Донецької області) — українська акордеоністка і педагог. Народна артистка України (2011).

## Життєпис
1975—1981 — навчання в Єнакієвській музичній школі (клас В. В. Богініна).
1981—1985 — навчання в Артемівському музичному училищі (клас Б. Т. Маслянікова).
1990 закінчила Київську консерваторію, 1993 — асистентуру-стажування (клас акордеона професора М. А. Давидова, клас оркестрового диригування — професора А. Г. Власенка).
Працює в Національній музичній академії України імені Петра Чайковського: 1990 — викладач, 1993 — старший викладач, 1997 — доцент, 2003 — в.о. професора, 2012 — професор.
Серед її учнів: народний артист України Юрій Тертичний, кандидат мистецтвознавства доцент НМАУ їм. П. І. Чайковського Віктор Бондарчук, лауреати міжнародних конкурсів: Олег Микитюк, Анатолій Дунаєв, Дмитро Мотузок, Анна Щербань, Олег Волянський, Антон Вальков, Оксана Мартинюк, Роман Воронка, Василь Бендас та ін.
Виступає з сольними та ансамблевими концертними програмами, з 1992 року працює у складі Інструментального квартету «Джерело» Національної філармонії України.

## Визнання
- 1995 — Заслужена артистка України
- 2011 — Народна артистка України
- Лауреат Всеукраїнського (1988) та міжнародних конкурсів, володарка Головного призу та золотої медалі на конкурсі «Гран прі» (1989, Мютціг, Франція).
- 2005 року була запрошена до італійського міста Рекоаро-Терме, де залишила відбиток руки в «Музеї найвідоміших акордеоністів світу»